# Matthias Groote
Pour les articles homonymes, voir de Groote.
 Matthias Groote, né le 21 octobre 1973 à Leer, est un homme politique allemand. Député européen entre 2005 et 2016, il est membre du Parti social-démocrate allemand (SPD). Il a une formation de mécanicien industriel et d’ingénieur en économie industrielle.

## Parcours universitaire
Matthias Groote suit des études secondaires au collège de Westrhauderfehn. Il obtient ensuite un diplôme de mécanicien industriel en 1995. Après un premier emploi de mécanicien industriel dans le secteur des équipements industriels la même année, il effectue un service civil au sein de la Croix-Rouge allemande (1995-1996). Il passe ensuite un diplôme d'ingénieur en économie industrielle et devient ingénieur technico-commercial depuis 2005.

## Parcours en politique allemande
Conseiller municipal d'Ostrhauderfehn en 1996, date à laquelle il rejoint le SPD, Matthias Groote rejoint rapidement les Jusos, l’organisation des Jeunes socialistes allemands, dont il préside la section de l’arrondissement de Leer pendant cinq ans (1997-2002). Il est simultanément vice-président des Jeunes socialistes de la région de Weser-Ems (1999-2002). 
Membre du conseil d'arrondissement de Leer depuis 2001, Groote devient président du groupe SPD au conseil municipal d'Ostrhauderfehn la même année. Depuis 2003, il est en plus membre du comité directeur de la Communauté sociale-démocrate pour la politique communale de la région de Weser-Ems.

## Parcours en tant que député européen
Candidat mais non-élu lors des élections européennes de 2004, Matthias Groote devient député européen en 2005, à la suite de la démission de Garrelt Duin. Il est ensuite réélu lors des élections de 2009. Il siège au sein du Groupe de l'Alliance progressiste des socialistes et démocrates au Parlement européen duquel fait partie le Parti socialiste européen. Il est d’ailleurs lui-même membre de ce parti, qui fédère les partis socialistes nationaux en un parti politique européen. 
Lors de la septième mandature, de 2009 à 2014, Matthias Groote est président de la Commission de l'environnement, de la santé publique et de la sécurité alimentaire. À ce titre, il participe à la Conférence des présidents des commissions. Il fait de plus partie de la délégation pour les relations avec les États-Unis au sein du Parlement européen. Il est enfin aussi membre suppléant de la Commission de l'industrie, de la recherche et de l'énergie et de la Délégation pour les relations avec la péninsule arabique.
Il démissionne de son mandat de député européen le 31 octobre 2016 à la suite de son élection à la tête du Landkreis Leer,.